# Amazona ventralis
L'amazzone di Hispaniola (Amazona ventralis) è un uccello della famiglia degli Psittacidi.

## Descrizione
Piccola amazzone, con i suoi 28 cm di taglia e un aspetto più esile della maggior parte delle amazzoni, presenta un piumaggio generale verde con evidenti segni rosso scuro sulla zona ventrale. Il capo ha fronte bianca fino all'occhio, dove il bianco del piumaggio si fonde con quello dell'anello perioftalmico, e un evidente riflesso nero sul verde delle piume nella zona periauricolare. Ha il margine dell'ala e delle remiganti blu. L'occhio è castano, con anello perioftalmico bianco.
Il becco è bianchiccio con cera non evidente e narici piuttosto ampie. Le zampe sono di colore grigio rosato.

## Comportamento
Abita le foreste, sia quelle aride di pianura sia quelle umide di montagna, dove si muove in gruppi talvolta anche numerosi. Si sposta in stormi sui campi coltivati alla ricerca di cibo e per questo è una specie considerata dannosa dai contadini. Si riproduce nidificando negli alberi cavi a partire dalla fine di marzo quando la femmina depone 2-4 uova covandole per 25 giorni. I piccoli stanno nel nido per almeno 6 settimane prima di uscire e a questo punto per altre 6-8 settimane dipendono ancora completamente dai genitori.

## Distribuzione
Vive sull'isola di Hispaniola (repubblica Dominicana e haiti). Alcuni anni fa un certo numero di queste amazzoni catturate illegalmente furono portate a Porto Rico per essere vendute. Poiché le autorità intercettarono i contrabbandieri, questi liberarono le amazzoni poco fuori dal porto di Mayagüez e così introdussero questa specie sull'isola. Oggi ne esiste una discreta popolazione che vive tra le palme e i campi portoricani.